# Francesc Viñas (mestre de capella)
Francesc Viñas (Barcelona, 1698 - Calahorra (La Rioja), 11 d'abril, 1784), va ser un compositor i mestre de capella espanyol.

## Biografia
És poc el que se sap de la vida del mestre Viñas. De fet, el 1983 un fullet de la Fundación Juan March afirmava que 
| « | «Francisco Viñas és un dels molts i bons compositors espanyols tan desconeguts, que ni tan sols el seu nom figura en cap diccionari.» | » |

Va néixer a Barcelona el 1698, tal com es documenta a les actes capitulars jacetanas el 1726, quan «es va concedir llicència al mestre de capella per anar a Barcelona la seva pàtria». És molt probable que es formés musicalment en aquesta ciutat. Se sap que va pertànyer a l'ordre franciscana reformada de San Pedro Alcántara.
Entre 1722 i 1731 fou mestre de capella de la Catedral de Jaca. Després del breu magisteri de Juan Francisco Sayas del 1717 al 1719, el càrrec de mestre va quedar vacant. No es van organitzar oposicions i, després de rebre un memorial de Viñas, el consell municipal ho va admetre de manera immediata. Se li va adjudicar un salari de 40 lliures jaqueses i les corresponents prebendes de pa.

Durant el seu magisteri a Jaca es va presentar als magisteris de quatre catedrals. En 1727 per a mestre de capella de la Seu de Saragossa. Allà es va enfrontar a l'examen amb José Lanuza, mestre de capella de la Catedral d'Osca, i Manuel Martín. Guanyaria Lanuza.
| « | "Leyose el dictamen dels cinc examinadors Musics destinats pel Cavildo, per a l'examen dels llocs al Magisteri de Capella del S.to Temple del Salvador, i resultant de l'haver graduat conformes, els cinc en primer lloc, â D.n Joseph La Cura [Lanuza], i D.n Manuel Martin, i que el Mestre de Jaca [Francisco Viñas] va tenir, per al primer lloc dos vots, com que els cinc vniformes van declarar, per molt abils als altres oposats, es va dubtar en el Cavildo, si tots els oposats haurien de posar-se a vots, o, sols els primers graduats en primer lloc, per vots conformes, i havent-se reﬂexionat es va resoldre in voçe per la major part, que sols els dos primers, es posessin a vots, per considerar aquesta Provisió de Justícia segons totes les circumstàncies, i havent-se votat en aquesta forma, va quedar electe per al Magisteri D.n Joseph Lanuza." | » |

Actes capitulars de la Catedral de Saragossa, 8 de juliol de 1726
El 1729 es va presentar al mestratge de la Catedral del Burgo d'Osma, vacant després de la mort de Mateo Villavieja, que es va realitzar per elecció directa, sense oposició. Viña va ser rebutjat pel cabildo, aconseguint el càrrec Adrián González Gámiz.Palacios Sanz, José Ignacio (enero-diciembre 1996). «Relación de maestros de capilla y organistas de la capilla de la Catedral de El Burgo de Osma (Soria) (1562-1996)». Revista de Musicología (Sociedad Española de Musicología) 19 (1/2): 47-83. JSTOR 20797091.

Finalment va guanyar les oposicions al mestratge de la Catedral de Calahorra el 19 de novembre de 1731. Sis dies després es llegeix la seva renúncia a les actes capitulars jacetanas:
| « | "[…] Llegeixo el S. Dean un memorial de comiat de D.n Fran. Vinyes M.o de Capella, en què per veure'l elegit a Cab. de la Santa Iglesia Catholica de Calahorra, per a la Prevenda i Magisteri d'aquella Iglesia dóna al Capitol o les gràcies de les moltes honres que li ha dispensat i demana perdó de les faltes que hagués incorregut, i suplica un testimoni dels serveis que ha fet a la Iglesia i lliura cent trenta-nou obres seves de Misses, Psalms i diverses nadales Llatí i Castellans, Lamentacions [...] | » |

Actes capitulars de la Catedral de Jaca, 25 de novembre de 1731

Romandria en el càrrec a Calahorra fins a la seva jubilació el 1771, encara que va continuar de forma interina sis anys més. La causa va ser una disputa ocasionada per les oposicions que es van organitzar per substituir-lo, de la qual Viñas va formar part del tribunal. A aquestes oposicions es van presentar José Gargallo i Diego Pérez del Camino, mestre de capella de la Catedral de Santo Domingo de la Calzada. Tot i que Gargallo havia aconseguit més puntuació en l'examen —«perquè havia excedit els altres en el treball de les obres, bon gust de la composició i l'estil modern, que em sento bé»—, el consell municipal es va decidir per Pérez del Camino. Gagallo va presentar una queixa davant el Tribunal Metropolità.
| « | "Per Don Josef Gargallo, natural de la vila de Cantavieja, diòcesi de Saragossa, clergue de prima tonsura, i al present mestre de capella de la Santa Església de León. Amb Don Diego Pérez Camino, també tonsurat, natural de la ciutat de Burgos, i mestre de capella de la Santa Església de La Calzada. Sobre el magisteri de capella de la Santa Església de la ciutat de Calahorra, i mitja ració hi afecta." | » |

Documentació del plet
Gargallo va aconseguir el magisteri de la Catedral de Lleó el 1776, per la qual cosa el plet va haver de resoldre's poc després, ocupant Pérez del Camino el càrrec a la metropolitana calagurritana el 8 d'agost de 1777.
Va morir a Calahorra l'11 d'abril de 1784.

## Obra
Es conserven de Vinyes a la Catedral de Jaca almenys 90 composicions signades o atribuïdes, 47 en llatí i 43 en llengua romanç, incloent-hi l'espanyol i l'aragonès. En llengua vernacla s'expliquen vint-i-vuit nadales, cinc cantades, un quatre, dos duos i sis cobles. Entre les composicions en llatí, nou misses, dues antífones, quatre lamentacions, tretze salms, dues lliçons, cinc magnificat, vuit versets, tres seqüències, quatre motets i un invitatori.